# Nils Regnell
Nils Gustaf Regnell , född 18 december 1884 i Stockholm, död 14 november 1950 i Jersey City, New Jersey, var en svensk simmare som deltog i Olympiska sommarspelen 1906 på distanserna en engelsk mil och 4×250 m samt vid OS i Stockholm 1912. Hans yngre systrar Elsa och Lisa var simhoppare. Regnell är gravsatt i Bayview – New York Bay Cemetery.